# هیلدا کلارک
هیلدا کلارک (به انگلیسی: Hilda Clark) ‏ (۱۸۷۲-۱۹۳۲) هنرپیشه تئاتر و مدل آمریکایی بود.
اولین تبلیغ کوکاکولا که یک تبلیغ چاپی بود توسط وی در سال ۱۸۹۵ انجام داده شد همچنین وی سخنگوی برند کوکاکولا هم بود

## جستارهای ویژه
- کوکاکولا